# 木幡山
木幡山（こはたやま）は、福島県二本松市と伊達郡川俣町の境にある山。標高666.3m。

## 地理
福島県中部一帯（中通り）の北部、阿武隈高地の西斜面における丘陵地帯の東端に円錐形の姿で聳える。古く信仰の対象とされて「御山（おやま）」とも称され、全山が8合目に鎮座する隠津島神社の境内地とされる。
杉林が覆うその美しさから、福島県の名勝及び天然記念物に指定されている。信仰行事である毎年12月の木幡の幡祭りは「日本三大旗祭り」の一つに数えられ、国の重要無形民俗文化財に指定されている。

## 歴史
木幡山は古くから神霊の籠る山として「御山」と称された信仰の対象であった。伝承によると、神護景雲3年（769年）に安積（阿尺）国造の丈部継足（はせつかべのつぐたり）が山中に隠津島神社を勧請し、大同年中（9世紀初頭）には山中に天台系修験寺院の治陸寺が開創されたといい（「木幡山治陸寺縁起」）、以後隠津島神社は弁才天を祀る弁才天宮と称されて神仏習合の霊地とされた。
治承から康平年間（11世紀中半）に起きた前九年の役に際して安倍氏に逐われた源頼義、義家父子が山中に立て籠もる羽目に陥ったが、弁才天宮に祈願を込めたところ忽ちに降雪があり、雪に包まれた山中の杉木立を源氏の徴である白旗と見誤った攻め手がその多勢に驚いて退却したと伝えられ、「木幡山治陸寺縁起」に因ると康平6年（1063年）に後冷泉天皇から樹木が旗（幡）と化したという故事に因む「木幡山」の山名を得たという。因みに木幡の幡祭りはこの故事に基づく神事であると伝えられる。なお、建武2年（1335年）の文書に「安達郡木幡山」と見えているので、少なくとも建武以前には木幡山と呼ばれていた事は判る。その後、鎌倉時代末期（14世紀）には治陸寺が一山寺院として全山を支配していたと思われる。
南北朝時代の建武4年（1337年）に木幡山で合戦があったことが史料で確認され、また、天正13年（1585年）にも伊達政宗の仙道（中通り）侵攻において治陸寺が焼き払われたが、寛永14年（1637年）の「御弁天山御法度」という山禁制状に「万（よろづ）念入りに前々の如く（手入れを）申さるべく候」と記されているように、寛永以前から山中は歴代の領主により保護が図られた有数の美林として知られており、江戸時代に領主となった蒲生氏、加藤氏、丹羽氏も引き続き保護に努め、また治陸寺も再興された。なお、中腹にある隠津島神社第一社務所及び麓の同一の鳥居から参籠所にかけて散見される石垣は天正兵火以前のものと見られている。
昭和30年（1955年）2月4日に阿武隈準平原の残丘、杉の美林、山中の寺社、前九年の役に関連する伝説とそれに纏わる民俗行事、等から福島県の名勝及び天然記念物の指定を受けている。

## 史跡・文化財
8合目に巨岩を背に隠津島神社が鎮座し、山麓木幡弁天児童遊園地に治陸寺跡があるほか、山頂にはかつては蔵王宮という神社があり、その旧跡付近の山頂尾根上に6基の経塚と花崗岩の立石（巨岩）が残され、また、中腹の隠津島神社末社門神社傍には国の天然記念物に指定されている杉の大木（木幡の大スギ）が生育する。全山が福島県の名勝及び天然記念物に指定された外、「うつくしま百名山」にも選定されている。隠津島神社の境内であるために所有・管理者は同神社となっている。

### 木幡の大スギ
国の天然記念物（昭和16年3月27日指定）であり、また福島県「緑の文化財」にも指定されている樹齢800年（昭和16年当時）の杉の巨木。隠津島神社末社門神社の傍らに聳え、目通幹周9メートル、樹高27メートル。落雷等の影響で幹内の腐蝕が進んでおり、大きな空洞が生じているため、10数本の支柱が取り付けられている痛ましい姿となっている。

### 木幡山経塚群（木幡山蔵王経塚）
木幡山山頂尾根上に東西に一直線状に並ぶ6基の経塚は出土品から平安時代末期（12世紀）に複数回に亘り造営されたものと推定されている。高さは1メートル前後の小型の積石式で、盗掘のために破損しているものの積石と主体である中央部の石槨はほぼ原型を保つ。いずれも石槨中に経文を埋納したもので、径は2メートルから4メートル、外形は円形4基に方形、長形が各1基と一様ではなく、内部の構造も石槨を地下に設けるもの2基と地上式のもの4基とがあるが、地下式経塚は地上式より以前に造営されたものと考えられる。その存在は以前から知られていたが、発掘調査が行われたのは昭和53年（1978年）で、その際に凝灰岩製外筒破片4個分と方形の湖州鏡、網代地文の円鏡、交釉の陶器と水瓶、三筋壺、土師器などの残欠および破片と短刀、刀子、宋銭が出土した。経塚群中、円形の3号経塚は平板状の石で組立てた箱形石槨を地下に設け、石槨外周に木炭を詰めて積石で蓋をした上に封土を盛ったもので群中最古の経塚と推定され、奈良国立博物館には同経塚出土と考えられる、『法華経』と覚しき8個の経巻の残塊が納められた鋳銅製経筒とそれを包む砂岩製の外筒が所蔵される。これは昭和26年に盗掘されたものというが、経筒と外筒共に銘文は認められない。学術的価値の高い宗教遺跡として福島県史跡に指定されている（昭和54年3月23日指定）。
経塚群の西端、かつては蔵王宮があったという地点の後方に磐座と見られる3つに裂けた花崗岩の立石があり、その基部付近の土中からも土師器や宋銭が多数出土し、また立石前にある小規模な礎石群からは鉄釘が数点出土している。これら出土品も経塚築造に伴う祭祀遺物と考えられるが、立石を修験道の聖地とされる奈良県金峯山（山上ヶ岳）山頂にある蔵王権現湧出岩に見立てて行われた経塚造営に先行する祭祀の遺物であると見ることもでき、いずれにせよ、経塚の経営は末法思想を背景にした法華経に基づく写経や供養といった慣行に伴うものと見られ、天台宗系の寺院に多いことと、木幡山北東麓に当たる川俣町の山麓縁辺に栗和田や西田山、小島等といった経塚が分布することから、経塚の経営を含めて中世期に天台系修験寺院として木幡山を支配した治陸寺の宗勢を示すものと考えられる。

### その他
- 木幡山の板碑1基（二本松市有形文化財（考古資料）、平成15年2月1日指定）

門神社の付近に立つ自然石を加工した石碑。碑面の上部に阿弥陀如来、その下左に観音菩薩、右下に勢至菩薩の梵字をそれぞれ蓮台上に刻み、中央には「元亨元年（1321年）卯月（4月）十四日」の文字を刻む。大鐘義鳴によると八幡太郎義家の墓、または安倍貞任兄弟の墓であると伝えられているという。中央部で2つに折れているが、明治維新に際しての廃仏毀釈で一旦崖下に落とされた後に有志によって拾い上げられたものの、重かったために2つに割って引き上げたためであるという。なお、別に梵字のみが彫られた板碑も1基ある。
その他、山中に「三十三観音」と称する自然石に彫られた観音菩薩像が散在している。

## 登山
山の西麓・二本松市木幡にある隠津島神社の遙拝殿近くに駐車場が整備されており（JR二本松駅より車で約30分）、一般的にはここからの登山となる。登山といっても隠津島神社までは参道が整備されており、半時間程で神社へ到着し、そこから山頂までの約20分が登山道らしいものとなる。山頂は木々に囲まれて展望には恵まれていない。なお、ほかに川俣町福沢または大綱木からの登山道もある。